# Alberteiche Kauscha

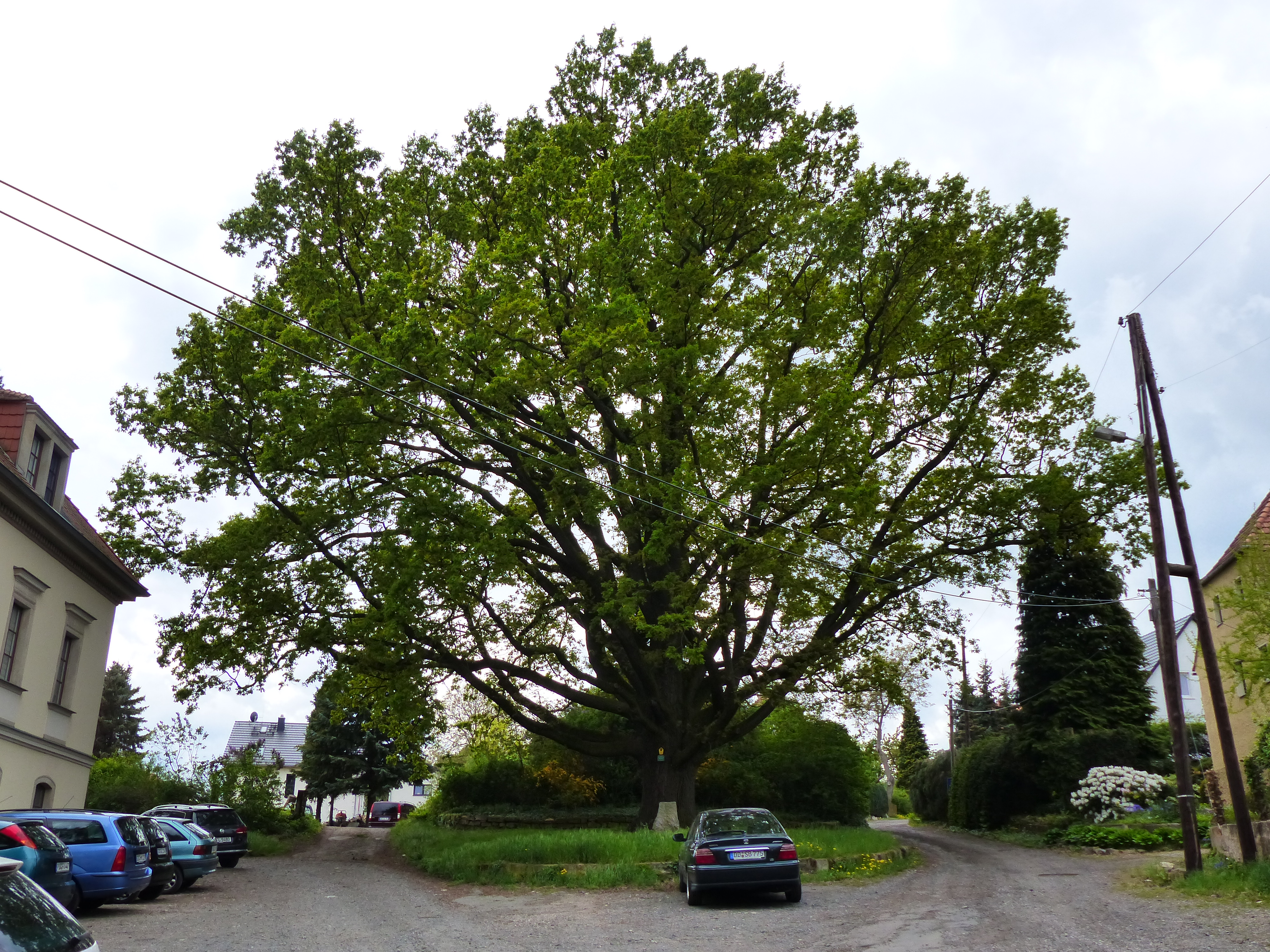
Alberteiche, Mai 2015

Die Alberteiche Kauscha ist ein Gedenkbaum und ein als Einzelbaum ausgewiesenes Naturdenkmal (ND 80) in Kauscha im Dresdner Süden. Der Name der Stieleiche (Quercus robur L.) bezieht sich auf den sächsischen König Albert, anlässlich dessen 70. Geburtstags und 25. Regierungsjubiläums sie im Frühling 1898 gepflanzt wurde. Mit einer Höhe von etwa 25 Metern, einem Kronendurchmesser von etwa 35 Metern sowie einem Stammumfang von 5,10 Metern (Stand: 2008) handelt es sich um die größte bekannte Alberteiche, Dresdens mächtigsten Baum sowie einen der „beeindruckendsten Bäume Dresdens“.

## Geschichte

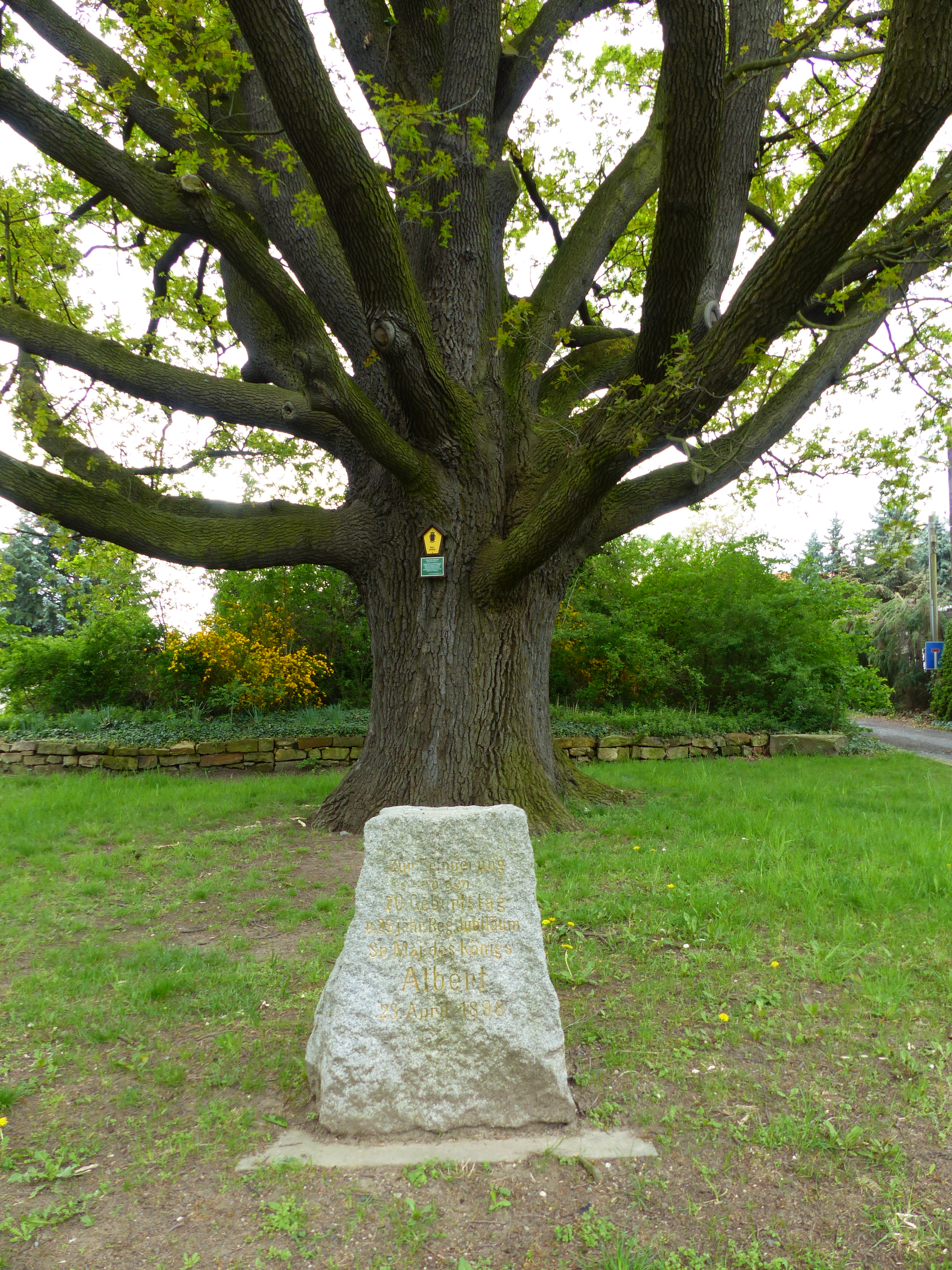
Alberteiche mit Gedenkstein, Mai 2015

Anders als die weit ausladende Krone und der dicke Stamm vermuten lassen würde, hat der Baum kein hohes Alter – im Gegensatz zu den Naturdenkmalen 35 (Stieleichen Hüblerstraße) und 72 (Rieseneiche im Sauerbusch) aus dem 17. Jahrhundert fehlt ihm die Altersborke. Er wurde im Frühjahr 1898 zu Ehren König Alberts als junger Baum auf dem Dorfplatz von Kauscha gepflanzt. Weitere Alberteichen aus Anlass dieses Doppeljubiläums wurden am Waldschlößchen sowie in den Dresdner Vororten Loschwitz, Stetzsch, Strehlen und Weißig gepflanzt.
Ein vor dem Baum platzierter Granitstein gab Auskunft über den Gedenkbaum. Der Wäschereibesitzer Menzel verputzte den Stein 1945, um die Goldinschrift vor der herannahenden Sowjetarmee zu schützen. Spielende Kinder kratzten den Putz in den Fünfziger Jahren allerdings wieder ab.

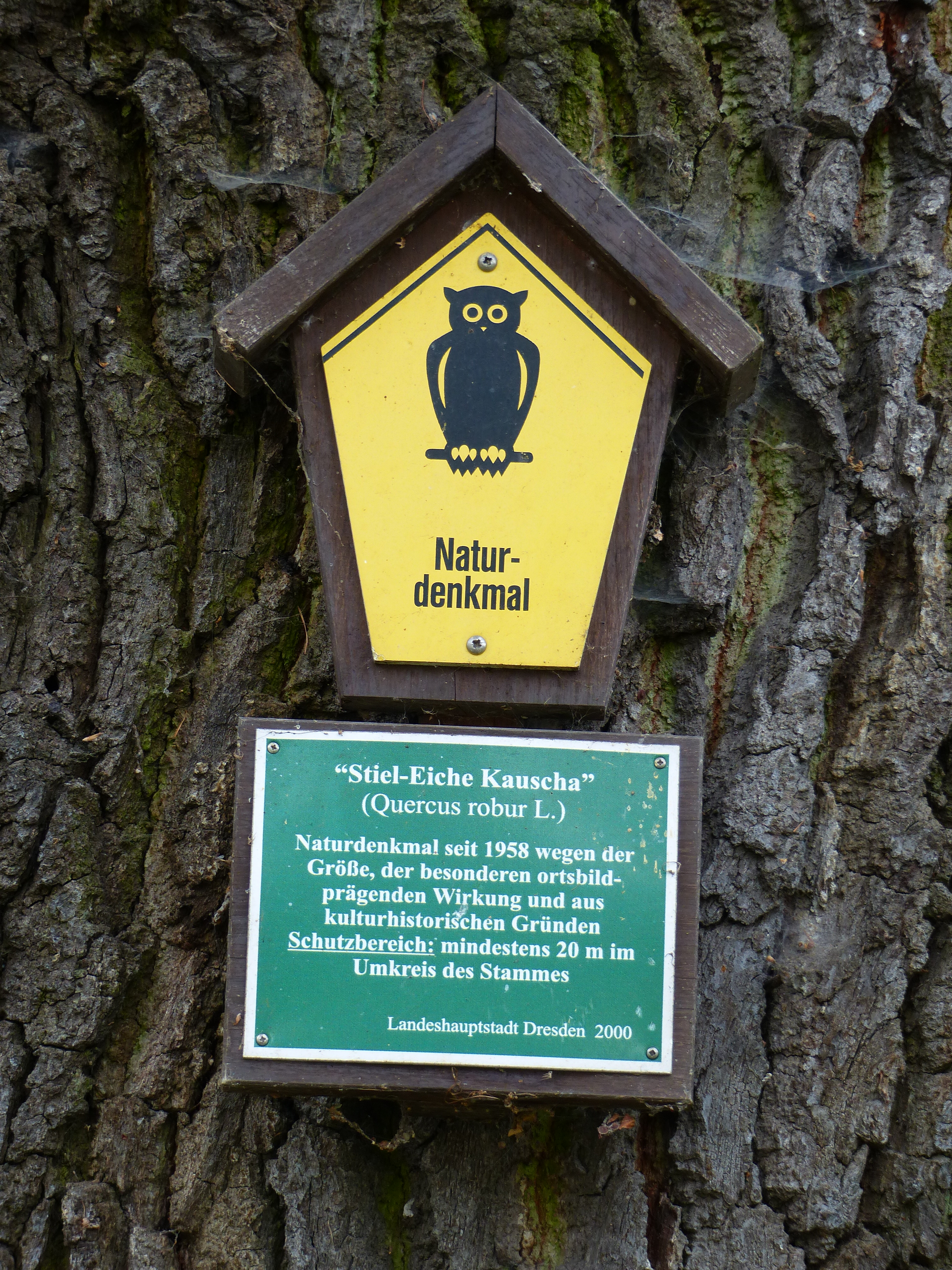
Naturschutz-Tafel an der Alberteiche

Der Rat des Kreises Freital beschloss am 23. August 1958 eine umfangreiche Erklärung von Landschaftsschutzgebieten und Naturdenkmälern, sodass es zur Unterschutzstellung der Eiche auf dem Dorfplatz von Kauscha kam.
Eine durch die Kronentraufe verlaufende Gasleitung wies nach der in den 1990er Jahren durchgeführten Erdgasumstellung undichte Stellen auf. Dabei wurde der im Boden befindliche Sauerstoff im Wurzelbereich verdrängt und es kam zu einem erheblichen Wurzelverlust, der eine lichte Krone zur Folge hatte. Die Leitung wurde 1998 getauscht. Nachdem Kauscha 1999 nach Dresden eingemeindet wurde, ließ die Landeshauptstadt eine umfangreiche Standortsanierung vornehmen. In der Folge verbesserte sich der Zustand des Baumes wesentlich. Auch der Granitstein, von dessen Inschrift im Jahr 1999 nur noch spärliche Reste zu erkennen waren, ist inzwischen rekonstruiert.
Die Straße im Dorfkern von Kauscha trägt inzwischen den Namen Zur Eiche.